# Jens Höing
Jens Höing (21 de fevereiro de 1987) é um piloto de carros alemão.

## Carreira[1]
A carreira de Jens Höing começou em 2000, no karting, quando este tinha 14 anos. Dentro de três anos, a habilidade natural de Jens Höing ao volante viu-o competir em campeonatos nacionais e internacionais de karting, obtendo o oitavo lugar final nos campeonatos Total Square Deutsche Kart e Campeonato Europeu de Kart.
Em 2005, e depois de cinco anos no karting, Jens Höing foi para os monolugares, quando foi recompensado com uma bolsa de estudo para o campeonato de Fórmula BMW ADAC. Apesar de competir contra pilotos como o recém-piloto da equipa de Fórmula 1 Toro Rosso Sébastien Buemi, ou como o piloto de A1GP Christian Vietoris, Jens Höing foi capaz de somar pontos na sua primeira temporada. Também competiu contra os seus futuros rivais na Fórmula 2 FIA em 2009 Natacha Gachnang e Tobias Hegewald no campeonato.
Jens Höing ficou mais dois anos na Fórmula BMW ADAC, onde usou a experiência para subir nove lugares na classificação geral entre 2005 e 2007. Em 2006, Jens Höing foi seleccionado para correr na Final Mundial de Fórmula BMW, onde competiu  contra os seus futuros rivais na Fórmula 2 FIA em 2009 Jack Clarke e Robert Wickens, e acabou em 18º entre 36 pilotos.
Em 200, Jens Höing foi para a Taça Alemã de Fórmula 3, tendo como melhor posição da temporada um 8º lugar em Nürburgring. Jens Höing também testou para o Olympiacos CFP na Fórmula Superliga em Vallelunga em agosto de 2008, fazendo o sexto melhor tempo.

### Registo nos carros e/ou monolugares
| Época | Campeonato                   | Vitórias | Pole Positions | Lugar Final |
| ----- | ---------------------------- | -------- | -------------- | ----------- |
| 2005  | Fórmula BMW ADAC             | ND       | ND             | 23º         |
| 2006  | Fórmula BMW ADAC             | ND       | ND             | 14º         |
| 2006  | Final Mundial de Fórmula BMW | ND       | ND             | 18º         |
| 2008  | Taça Alemã de Fórmula 3      | ND       | ND             | 17º         |